# Caverna do Espírito

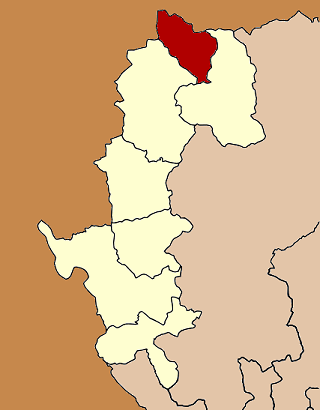
Província de Mae Hong Son, distrito de Pang Mapha em vermelho

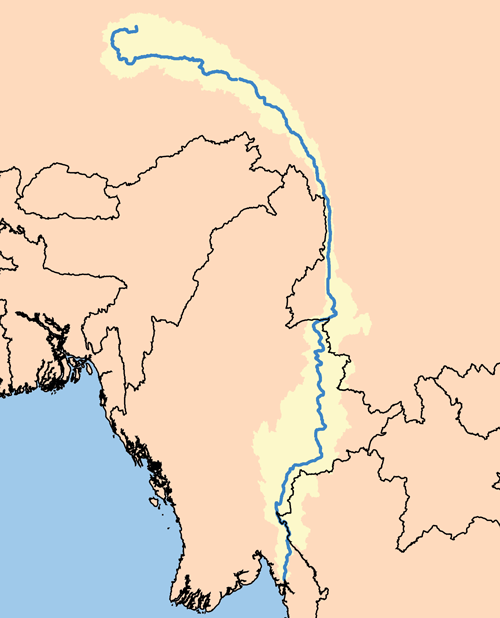
Mapa da bacia hidrográfica de Salween

A Caverna do Espírito (em tailandês:  ถ้ำผีแมน, Tham Phii Man) é um sítio arqueológico no distrito de Pang Mapha, província de Mae Hong Son, noroeste da Tailândia. Foi ocupado há doze mil a sete mil anos de radiocarbono não calibrado por humanos pré-históricos da cultura hoabinhiana.

## Cronologia
A presença humana no local está documentada desde o Paleolítico Superior até o início do Neolítico, mas as camadas de ocupação primária representam caçadores-coletores hoabinhianos. A datação por radiocarbono de resina orgânica em alguns fragmentos de cerâmica retornou as idades do Neolítico-Bronze, em desacordo com as reivindicações de Gorman para a idade paleolítica do depósito. A datação por radiocarbono de quatro dáctilos de caranguejo-de-água-doce (Indochinamon sp.) da Caverna do Espírito mostrou que todos eles datam do Holoceno Inferior, consistente com as alegações de ocupação de Gorman durante a transição Pleistoceno-Holoceno.

## Domesticação de plantas
Gorman afirma que a Caverna do Espírito incluía restos de Prunus (amêndoa), Terminalia, Areca (betel), Vicia (fava) ou Phaseolus, Pisum (ervilha) ou Raphia lagenaria (cabaça), Trapa (castanha d'água chinesa) , Piper (pimenta), Madhuca (butternut), Canarium, Aleurites (noz-de-vela) e Cucumis (um tipo de pepino) em camadas que datam de cerca de 9.800 a 8.500 anos antes de Cristo. Nenhum dos espécimes recuperados diferiu de seus fenótipos selvagens. Ele sugeriu que estes podem ter sido usados como alimentos, condimentos, estimulantes, para iluminação e que as leguminosas em particular "apontam para um uso muito precoce de plantas domesticadas". Mais tarde, ele escreveu que "se são, definitivamente, cultigens primitivos, isso ainda precisa ser estabelecido. O que é importante, e o que podemos dizer definitivamente, é que os restos indicam o uso antigo e bastante sofisticado de espécies particulares que ainda são culturalmente importantes no Sudeste Asiático".
Em 1972, W. G. Solheim, como diretor do projeto do qual a Caverna do Espírito fazia parte, publicou um artigo na Scientific American discutindo as descobertas de lá. Embora Solheim tenha notado que os espécimes podem "ser apenas espécies selvagens colhidas na paisagem circundante", ele afirmou que os habitantes da Caverna do Espírito tinham "um conhecimento avançado de horticultura". O gráfico cronológico de Solheim sugere que a "agricultura incipiente" começou cerca de vinte mil anos antes de Cristo no sudeste da Ásia. Ele também sugere que a tecnologia cerâmica foi inventada em treze mil anos antes de Cristo, embora a Caverna do Espírito não tenha cerâmica evidente até depois de seis mil e oitocentos anos antes de Cristo.
Although Solheim concludes that his reconstruction is "largely hypothetical", his overstatement of the results of Gorman's excavation has led to inflated claims of Hoabinhian agriculture. These claims have detracted from the significance of Spirit Cave as a site with well-preserved evidence of human subsistence and palaeoenvironmental conditions during the Hoabinhian.

## Líticos
Gorman discutiu os níveis culturais em relação aos artefatos líticos e identificou duas camadas na Caverna do Espírito. O quartzito de grão grosso foi a pedra mais abundante encontrada em ambas as camadas. Os restos incluíam grandes núcleos de seixos trabalhados unifacialmente, também conhecidos como sumatralitos, pedras de amolar e flocos retocados/utilizados. O nível cultural dois consistia em novos tipos de artefatos, incluindo enxós quadrangulares lascadas e polidas e pequenas facas de ardósia esmerilhadas/polidas. Ele usou as descobertas da Caverna do Espírito para argumentar a noção de que a cultura hoabinhiana era um tecno-complexo devido a uma resposta a adaptações ecológicas semelhantes.